# Chicago Boys
Le surnom de « Chicago Boys » désigne un groupe d'économistes chiliens des années 1970, formés à l'Université de Chicago et influencés par Milton Friedman et Arnold Harberger.
Ils travaillèrent pour la dictature militaire chilienne dirigée par le général Augusto Pinochet, et jouèrent un rôle majeur dans ce qui est parfois appelé le « miracle chilien », selon une formule de Milton Friedman.

## Formation
En 1953, l'école de Chicago propose un partenariat à l'Universidad de Chile, qui était l'université la plus prestigieuse du Chili. Mais ses dirigeants refusent l'offre, et préfèrent un partenariat avec l'Université Columbia. Les économistes de Chicago se tournent alors vers l'université pontificale catholique du Chili, qui accepte en 1956.
Les Chicago Boys suivent une formation en économie à l'université pontificale catholique du Chili, organisée en partenariat avec l'université de Chicago dans le cadre de cet accord ; des professeurs de l'université enseignent ainsi sur place, une bibliothèque moderne est financée sur place ainsi que des bourses pour les meilleurs étudiants. Sous la présidence du doyen de l'université de Chicago, Theodore Schultz, cet accord est renouvelé à trois reprises et a une influence prépondérante sur l'enseignement de l'économie au Chili. Plusieurs des Chicago Boys poursuivent leur formation directement à l'université de Chicago où ils suivent les cours de Milton Friedman et d’Arnold Harberger.
Leur influence s'affirme au cours des années 1960 lorsque leur leader, Sergio de Castro, devient président de l'Université pontificale. Ils s'opposent au mouvement des étudiants démocrates-chrétiens qui souhaitent une démocratisation des universités. Les Chicago Boys nouent alors des liens avec le mouvement grémialista dirigé par le militant d'extrême droite Jaime Guzmán (futur idéologue de la dictature Pinochet).
Dans les années 1960 et 1970, ils écrivent dans les journaux conservateurs El Mercurio et Qué Pasa, et pour certains dans la revue d'extrême droite PEC. Ils y dénoncent les politiques menées par les démocrates-chrétiens, puis par l'Unidad Popular.

## Action comme conseillers économiques
Ils souhaitent soutenir Jorge Alessandri pour la présidentielle de 1970, mais leurs idées sont minoritaires dans son entourage.

### Contre Allende
À la suite de la nationalisation d'entreprises effectuées par Salvador Allende, ils rédigent clandestinement un rapport de 189 pages appelant à la privatisation immédiate des entreprises publiques chiliennes et qui décrivait de façon plus générale la politique économique qu'ils conseillaient de suivre. Ce texte, dit El Ladrillo (« La brique »), est destiné à guider la politique économique d'un gouvernement alternatif, alors que légalement le mandat d'Allende doit durer jusqu'en novembre 1976. Le jour même du coup d’État renversant Allende, le texte est imprimé, et remis dès le lendemain aux dirigeants de la dictature militaire de Pinochet.

## Le soutien à la dictature, les réformes des années 1970 et la récession

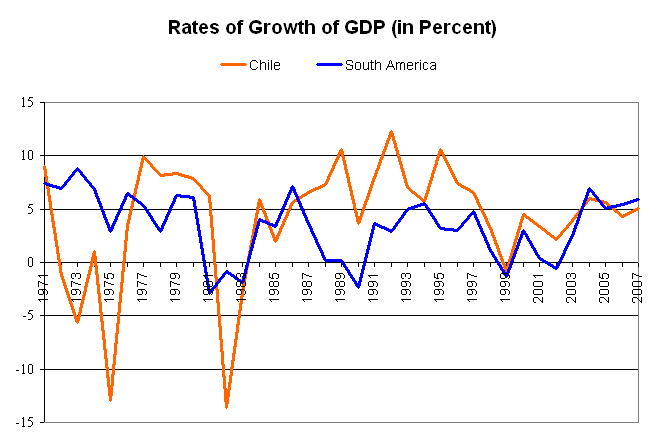
Taux de croissance du PNB chilien (orange) et latino-américain (bleu) (1971-2008).

À la suite du coup d’État du 11 septembre 1973, ils sont recrutés par le gouvernement formé par la junte militaire. Ils travaillèrent ainsi dès septembre 1973 pour le régime dictatorial : Sergio de Castro, le leader du groupe, devient conseiller du ministre de l’Économie le 14 septembre 1973. Ils se trouvent dans un premier temps dans une situation de contrôle sans précédent : syndicats indépendants et opposition politique réprimés, « suspension » des partis politiques, destruction de la gauche (par l'arrestation, l'assassinat, ou l'expulsion de ses militants), un contrôle qui porte aussi bien sur les salaires que sur la politique fiscale et monétaire, les taux de change et les statistiques, un contact direct avec Pinochet qui monopolise le pouvoir politique. Cette situation leur permit de mettre en place d'importantes réformes économiques structurelles néolibérales dont certaines vont à l'encontre de la base et de la clientèle corporatiste de Pinochet.
Les Chicago boys soutiennent et participent à la dictature, justifiant publiquement le caractère autoritaire du régime,. Les économistes Stéphane Boisard et Mariana Heredia notent que « L’application de ces programmes économiques « antipopulaires », n’a été possible que grâce à une violente répression de l’opposition politique et du mouvement ouvrier dans leur ensemble ».
Entre 1976 et 1990 le Chili connaît une importante croissance économique, supérieure à 5 % par an en moyenne concernant le PIB par habitant, alors que son grand voisin l'Argentine, également inspiré par les théories économiques de Milton Friedman, est en pleine stagnation. Cette croissance de l'économie chilienne est cependant contrastée dans le temps, avec une croissance annuelle du PIB par habitant souvent proche de 8 % mais une crise aigüe en 1982, peu après le référendum constitutionnel de 1980.
Les autorités chiliennes imputent la crise bancaire de 1982 au choc économique mondial du début des années 1980 mais de nombreux économistes mentionnent des facteurs amplificateurs, notamment la surévaluation artificielle du pesos chilien. Dans ses mémoires, Two Lucky People[réf. incomplète], Milton Friedman attribue la responsabilité de la crise de 1982 à Sergio de Castro et sa politique de changes fixes. La dette explose, passant de 5,6 milliards de dollars en 1977 à 15,6 milliards en 1981. Marie-Noëlle Sarget attribue cette montée du chômage à l'action des Chicago boys, tout comme Naomi Klein. Durant les premières années, l'inflation est maîtrisée, la production relancée et les industries reprivatisées (à l'exception des mines de cuivre). Ces politiques entraînent un fort accroissement du chômage, qui passe de 4,8 % en 1973 à 17,9 % en 1978 et 31 % en 1983. Dans le même temps, la part du budget de la Défense passe de 10 % en 1973 à 32 % en 1986. Le taux de chômage atteint 20 %, la balance des paiements atteint un déficit de 20 % en 1981 et les cours du cuivre chutèrent rapidement. Les banques étrangères cessèrent d'investir, tandis que le gouvernement déclara que tout cela faisait partie de la récession économique mondiale. La banque nationale et les entreprises chiliennes avaient approuvé plusieurs emprunts durant cette période, basés sur la prémisse d'un taux de change fixe d'un dollar américain pour 39 pesos chiliens. Face à la crise économique de 1982, l'État doit infléchir sa politique économique et se montrer plus dirigiste,. En juin 1982, le peso est dévalué. Les taux emprunts sont alors très élevés[précision nécessaire] et de nombreuses banques et entreprises font faillite. L'inflation atteint 20 % et le PNB chute de 14,3 % en 1982.
Selon les données de Wayne Vroman, le chômage est à 3,3 % en 1972, 15,0 % en 1975 et suit une tendance descendante, 12,5 % en 1981 ; il grimpe à 21,6 % en 1982, année de grave crise, il est de 16,1 % l'année suivante, puis en baisse les années suivantes, et 7,8 % à la fin de la dictature en 1990. Pour Marie-Noëlle Sarget le taux de chômage, qui était de 4,8 % en 1973, passe à 17,9 % en 1978, 31 % en 1983, et 16,3 % en 1986. De nombreux employés du secteur public perdent leur emploi.
Les coupes drastiques dans les budgets sociaux et le programme de privatisations massives provoquent une hausse importante des inégalités. Si les classes aisées ont ainsi bénéficié de l'expansion économique, ce fut moins le cas des classes populaires. Ainsi, entre 1974 et 1989, les revenus des 10 % des ménages chiliens les plus riches ont augmenté 28 fois plus vite que les 10 % des ménages chiliens les plus pauvres.

### 1985-1990
À partir de 1985, le ministre des finances, Hernán Büchi allait relancer la croissance, avec un profond processus de privatisations d’entreprises publiques (LAN Chile, ENTEL (entreprise nationale de télécommunications), CTC (télécommunications), CAP (sidérurgie), etc.) et la réimplantation du modèle néolibéral. La réduction des dépenses sociales augmente le fossé entre les riches et les pauvres, faisant du Chili un des pays ayant la plus grande inégalité de revenus, et les pensions de retraite sont réduites au minimum, entre autres effets. À partir de 1987, le pays repart pour 12 années de croissance économique malgré la multiplication des manifestations réclamant le retour à la démocratie.

## Après les Chicago Boys
En 1990, la fin de la dictature et le retour de la démocratie marque la fin de la participation des Chicago Boys au gouvernement. Beaucoup se sont reconvertis à la tête d'entreprises qu'ils avaient eux-mêmes privatisées.
Le second boom économique s'accéléra à partir de 1989 et caractérisa le Chili durant toute la décennie 1990 sous les mandats de Patricio Aylwin et de son successeur Eduardo Frei. La pauvreté, qui s'était fortement accrue pendant la dictature, a très largement diminué depuis le retour de la démocratie.

## Critiques
Peu avant d'être assassiné par la dictature, l'économiste et diplomate Orlando Letelier reproche aux Chicago Boys le fait que leur « projet économique doit être imposé de force. » Il ajoute que « cela s'est traduit par l'élimination de milliers de personnes, la création de camps de concentration partout dans le pays et l'incarcération de plus de 100 000 personnes en trois ans. […] Au Chili, la régression pour la majorité et la liberté économique pour une poignée de privilégiés sont l'envers et l'endroit de la même médaille. ».
Dans La Stratégie du choc, Naomi Klein reproche aux Chicago Boys d'avoir participé à la dictature Pinochet, et d'avoir appliqué leur politique économique grâce à la terreur exercée par le régime. Elle cite à l'appui de sa thèse l'avis de Margaret Thatcher, qui écrit en 1982 que « certaines des mesures prises au Chili seraient inacceptables en Grande-Bretagne, où il existe des institutions démocratiques »,. Elle cite également Sergio de Castro, qui reconnaît que « l'opinion publique » leur « était très défavorable », et qu'ils ont eu besoin de Pinochet pour appliquer leur politique.
Pour Stephan Haggard et Robert R. Kaufman, les coupes claires dans les dépenses sociales entraînaient des pertes substantielles pour les familles juste au-dessus du seuil de pauvreté, et qui dépendaient des aides garanties par l'État pour maintenir leur niveau de vie. En conséquence, les inégalités et la pauvreté s'accrurent au Chili, malgré de grands taux de croissance atteints à la fin des années 1970 et à nouveau dans la seconde moitié des années 1980 ».

## Membres importants des Chicago Boys
- Jorge Cauas (ministre des Finances, 1974-1977)
- Sergio de Castro (conseiller du ministre de l'Économie, 1973-1974, ministre de l'Économie, 1974-1976, puis ministre des Finances, 1977-1982)
- José Piñera, (ministre du Travail, 1978-1981, et ministre des Mines, 1981), architecte du passage de la retraite par répartition à la retraite par capitalisation
- Pablo Baraona (ministre de l'Économie, 1976-1979)
- Hernán Büchi (ministre des Finances, 1985-1989)

Après la fin de la dictature militaire en 1990, les Chicago Boys se sont tournés vers le secteur privé, participant à la direction d'entreprises qu'ils avaient souvent eux-mêmes privatisées.